# Лютинка (приток Днестра)
Лютинка (укр. Лютинка) — река в Стрыйском районе Львовской области, Украина. Правый приток Днестра (бассейн Чёрного моря).
Длина реки 21 км, площадь бассейна 64,6 км². Долина узкая, русло слабоизвилистое. Пойма неширокая, в приустьевой части заболочена.
Берёт начало в лесном массиве юго-западнее села Чертиж. Течёт на северо-восток. Впадает в Днестр к востоку от села Лютинка.
На реке расположены сёла Чертиж, Тернавка, Мельнич и Лютинка.